# Хён Сук Хи
Хён Сукхи (кор. 현숙희; 3 марта 1973, Сеул) — корейская дзюдоистка полулёгкой весовой категории, выступала за сборную Южной Кореи в середине 1990-х годов. Серебряная призёрша летних Олимпийских игр в Атланте, обладательница бронзовой медали чемпионата мира, чемпионка Азиатских игр в Хиросиме, чемпионка Азии, серебряная призёрша Восточноазиатских игр в Пусане, победительница многих турниров национального и международного значения. Также известна как преподаватель дзюдо и судья Международной федерации дзюдо.

## Биография
Хён Сукхи родилась 3 марта 1973 года в Сеуле.
Первого серьёзного успеха на взрослом международном уровне добилась в 1993 году, когда попала в основной состав корейской национальной сборной и побывала на чемпионате Азии в Макао, откуда привезла награду золотого достоинства, выигранную в полулёгкой весовой категории. Кроме того, в этом сезоне выступила на чемпионате мира в канадском Гамильтоне, где разместилась в итоговом протоколе на седьмой строке. Год спустя отправилась представлять страну на летних Азиатских играх в японской Хиросиме — взяла здесь верх над всеми своими соперницами в полулёгком весе, в частности над японкой Ацуко Такэдой в финале, и завоевала тем самым золотую медаль.
Благодаря череде удачных выступлений Хён удостоилась права защищать честь страны на летних Олимпийских играх 1996 года в Атланте — на пути к финалу победила всех оппоненток, в том числе кубинку Легну Вердесию на стадии полуфиналов, действующую чемпионку Панамериканских игр, однако в решающем поединке потерпела поражение от француженки Мари-Клер Ресту и получила в итоге серебряную олимпийскую награду.
После Олимпиады в США Хён Сукхи ещё в течение некоторого времени оставалась в основном составе дзюдоистской команды Южной Кореи и продолжала принимать участие в крупнейших международных турнирах. Так, в 1997 году она добавила в послужной список серебряную медаль, выигранную на домашних Восточноазиатских играх в Пусане, где потерпела единственное поражение от представительницы Японии Кадзуэ Нагаи, и бронзовую медаль на чемпионате мира в Париже, где проиграла только кореянке из КНДР Ке Сун Хи на стадии 1/16 финала — обе медали получила в полулёгкой весовой категории. Вскоре по окончании этих соревнований приняла решение завершить карьеру профессиональной спортсменки, уступив место в сборной молодым корейским дзюдоисткам.
В настоящее время работает тренером по дзюдо в старшей школе для девочек в Сеуле. С 2002 года имеет лицензию судьи международной категории Международной федерации дзюдо.